# Sirsa (Uttar Pradesh)
Sirsa è una suddivisione dell'India, classificata come nagar panchayat, di 11.499 abitanti, situata nel distretto di Allahabad, nello stato federato dell'Uttar Pradesh. In base al numero di abitanti la città rientra nella classe IV (da 10.000 a 19.999 persone).

## Geografia fisica
La città è situata a 25° 16' 60 N e 82° 4' 60 E e ha un'altitudine di 64 m s.l.m..

## Società

### Evoluzione demografica
Al censimento del 2001 la popolazione di Sirsa assommava a 11.499 persone, delle quali 6.147 maschi e 5.352 femmine. I bambini di età inferiore o uguale ai sei anni assommavano a 1.653, dei quali 868 maschi e 785 femmine. Infine, coloro che erano in grado di saper almeno leggere e scrivere erano 7.623, dei quali 4.710 maschi e 2.913 femmine.